# Гишар, Луи-Мари
Луи-Мари Гишар (фр. Louis-Marie Guichard; 1760 (по другим данным — 1740) — 1832) — французский скульптор. Академик Санкт-Петербургской Академии художеств.

## Биография
Выполнял заказы императорского двора.
Был учеником Пажу.
С 1804 по 1814 года жил в России.

## Работы
Сделал несколько бюстов императора Александра I: на сегодняшний день известны три его работы Александра в белом. Один «каменный» Романов хранится в Санкт-Петербургском Русском музее, другой — в Российской Академии художеств, а третий в  Пензенской областной картинной галерее.
Автор скульптурного портрета Александра Суворова, изваянного в 1804-05-х годах по слепку с мёртвого лица полководца. Бюст хранится в Музее-усадьбе А. В. Суворова в с. Кончанско-Суворовское.
Также известен его работы бюст генерал-фельдмаршала графа Ивана Васильевича Гудовича (1810).